# Бельський Тихін Володимирович
Ти́хін Володи́мирович Бе́льський (нар. 13 серпня 1913 — пом. 14 грудня 2000) — радянський військовик, генерал-майор (1954).

## Біографія
Народився 13 серпня 1913 року в селі Дрязги Воронезької губернії (тепер село Октябрьське Усманського району Липецької області) в селянській родині. Росіянин. Після закінчення школи працював у сільському господарстві.
У 1933 році призваний до РСЧА. У 1935 році закінчив Одеське піхотне училище й був залишений при ньому на командних посадах.
У 1941 році закінчив Військову академію імені М. В. Фрунзе в Москві.
Учасник Радянсько-німецької війни з серпня 1941 року. У 1941—1942 роках — начальник оперативного відділу дивізії.
З серпня 1942 по грудень 1945 років — начальник штабу 13-ї гвардійської стрілецької дивізії.
У 1948 році закінчив Військову академію імені Ворошилова. Після її закінчення залишений на викладацькій роботі.
У 1952—1955 роках — начальник штабу 30-го гвардійського стрілецького корпусу в Ленінградському ВО.
У 1955—1956 роках — командир 36-ї гвардійської механізованої дивізії того ж округу.
З 1956 року і до звільнення в запас — начальник навчального відділу Військової академії імені М. В. Фрунзе, доцент.
Помер 14 грудня 2000 року. Похований на Троєкурівському цвинтарі в Москві.

## Нагороди
- Три ордени Червоного Прапора
- Орден Суворова 2-го ступеня
- Орден Кутузова 2-го ступеня
- Два ордени Вітчизняної війни 1-го ступеня
- Орден «Знак Пошани»
- Два ордени Червоної Зірки
- Орден «За службу Батьківщині у Збройних силах СРСР» 3-го ступеня
- Медалі
- Два іноземних ордени і медалі.
- Почесний громадянин міста Первомайськ Миколаївської області[1].

## Пам'ять
У селі Октябрьське Усманського району Липецької області одну з вулиць названо «Вулиця генерала Бельського».